# Arhitectura modernă
Arhitectura modernă sau arhitectura modernistă a fost o mișcare arhitecturală sau un stil arhitectural bazat pe tehnologii noi și inovatoare de construcție, în special utilizarea sticlei, oțelului și betonului armat; ideea că forma ar trebui să urmeze funcției (funcționalism); o îmbrățișare a minimalismului; și o respingere a ornamentului.
A apărut în prima jumătate a secolului al XX-lea (mai exact, în anii 1920, fiind consolidată după Expoziția Internațională a Artelor Decorative și Industriale Moderne, de la Paris, din anul 1925) și a devenit dominantă după cel de-al Doilea Război Mondial până în anii 1980, când a fost înlocuit treptat ca principalul stil pentru clădirile instituționale și corporative de arhitectura postmodernă.